# حیدرآباد علیمردانی
حیدرآباد علیمردانی، روستایی از توابع بخش مرکزی شهرستان سمیرم در استان اصفهان ایران است.

## جمعیت
این روستا در دهستان وردشت قرار دارد و براساس سرشماری مرکز آمار ایران در سال ۱۳۸۵، جمعیت آن ۸۴۸ نفر (۱۷۹ خانوار) بوده‌است.